# Matwei Semjonowitsch Baschkin
Matwei Semjonowitsch Baschkin (russisch Матвей Семёнович Башкин) war im 16. Jahrhundert ein als Ketzer verfolgter russischer Freidenker. 

## Leben
Baschkin wurde als Sohn eines adligen kleinen Gutsbesitzers geboren und war Dienstadliger. Seine Lebensdaten sind unbekannt, er wirkte jedoch Mitte des 16. Jahrhunderts. In den 1540er und 1550er Jahren war er das Zentrum eines kleinen Kreises von Freidenkern, die die Grundsätze der damaligen gesellschaftlichen Ordnung Russlands und der orthodoxen Kirche in Frage stellten und für Rechte insbesondere der unfreien Bauern eintraten.
Er forderte die Freilassung unfreier Knechte und praktizierte dies auch so. Außerdem war er davon überzeugt, dass freie Bauernarbeit besser wäre und predigte diese Position. Baschkin bestritt die Göttlichkeit Christi, lehnte mit Verweis auf die Bibel die Sakramente und den Heiligenkult ab. Die Satzungen der ökumenischen Konzilien hielt er für Irrlehren. Insbesondere wandte er sich auch gegen die Auffassung, die Kirche benötige Eigentümer. 
Baschkin wurde wegen Ketzerei angeklagt und von der Synode 1553/1554 verurteilt. Es folgte seine Verbannung in das Kloster von Wolokolamsk. Es wird vermutet, dass er in der Zeit der Opritschnina dann letztlich als Ketzer verbrannt wurde.